# Starohorská dolina

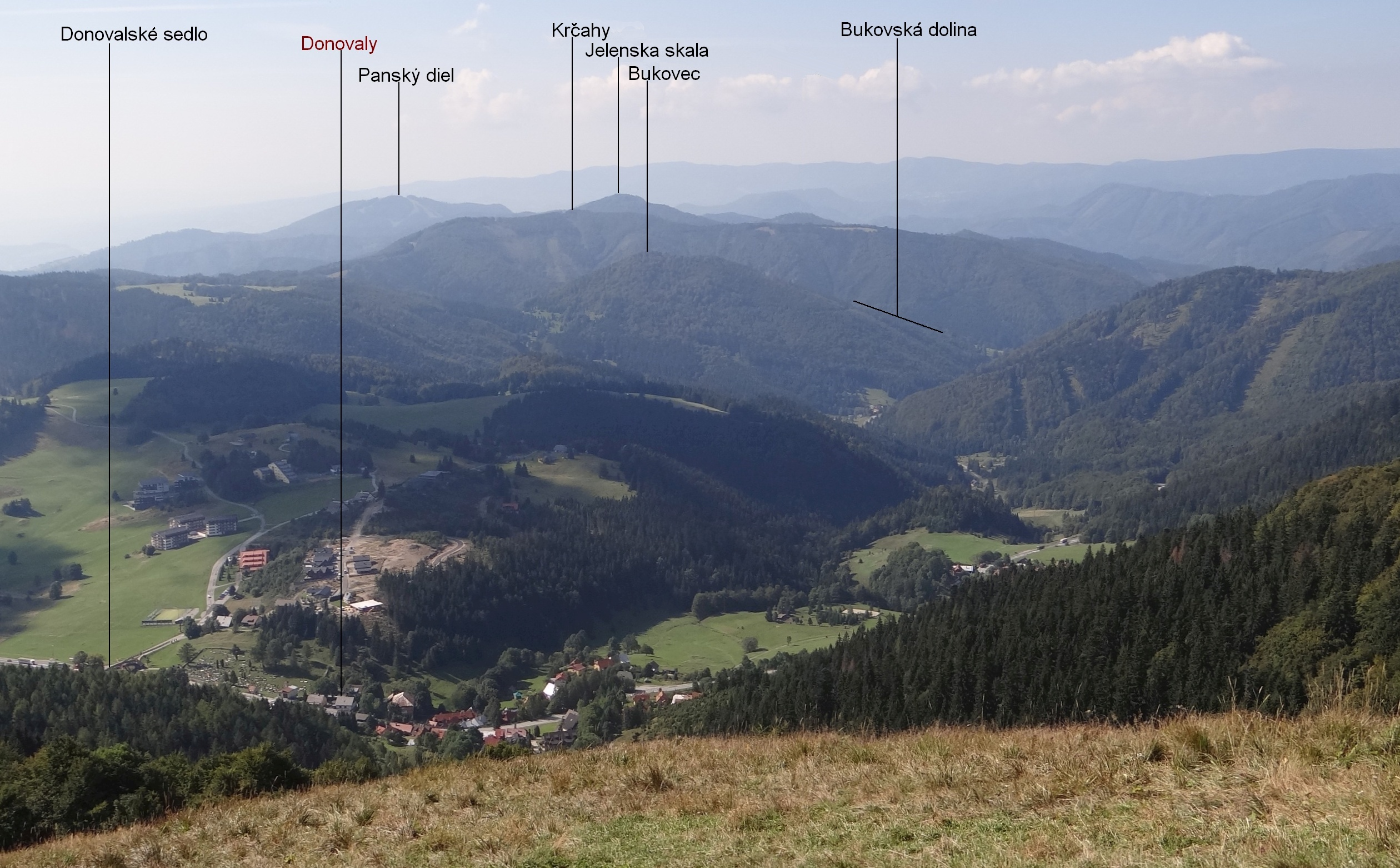
Widok z Novej hoľi na Starohorską Dolinę

Starohorská dolina – dolina, którą spływa Starohorský potok na Słowacji. Dolina ta oddziela dwa mezoregiony geograficzne; jej orograficznie prawe zbocza należą do Wielkiej Fatry (Veľká Fatra), lewe do Starohorskich Wierchów (Starohorské vrchy). Dolina opada spod Przełęczy Donowalskiej (Donovalské sedlo) w kierunku południowo-zachodnim poprzez miejscowość Motyčky do miejscowości Staré Hory, stąd w kierunku południowym do należącego do Bańskiej Bystrzycy osiedla Uľanka. Doliną prowadzi droga nr 59 oraz granica Parku Narodowego Wielka Fatra i obszaru ochronnego Parku Narodowego Niżne Tatry.
Starohorská dolina posiada kilka bocznych odgałęzień. W Wielką Fatrę wcinają się: Martlova dolina, Mackova dolina, dolina potoku Šturec, Hornojelenská dolina, Turecká dolina i Andrášova dolina. W Starohorskie Wierchy wcinają się: Môcovská dolina, Bukovská dolina,  dolina Jelenskiego potoku, dolina Haliar, dolina Richtárskiego potoku, Veľká Zelená, dolina Zlatego potoku i potoku spod Končitého vrchu.